# Stefano Chiccarelli
Stefano Chiccarelli (Spoleto, 1968) è un informatico italiano.

## Biografia
Esperto di sicurezza informatica, protagonista storico della telematica italiana dove è anche noto sotto lo pseudonimo di NeURo, SysOp di una delle prime BBS italiane, fonda nel 1994 l'associazione culturale Metro Olografix, tuttora in piena attività. Sotto la sua presidenza, la Metro Olografix ha organizzato i primi corsi di alfabetizzazione informatica destinati gratuitamente ai comuni abruzzesi, i primi corsi di Linux. Nel 1996 promuove, sempre grazie alla Metro Olografix, il primo Meeting nazionale delle associazioni telematiche, svoltosi a Pescara; quattro edizioni de "L'hacker e il magistrato" (il primo tentativo di "far parlare" dell'hacking la comunità underground e le istituzioni), il Metro Olografix Crypto Meeting e, nel 2004, il Metro Olografix Camp (MOCA), un evento sullo stile del tedesco Chaos Communication Camp, che ha riunito in un centro sportivo, per svariati giorni, hacker ("smanettoni") di tutta Italia.
Diviene noto nella scena underground digitale internazionale nell'aprile 2002, pubblicando in rete i risultati di una ricerca sulle vulnerabilità del modem/router ADSL della ALCATEL, nel suo modello Speed Touch, ipotizzate in origine da Shimomura. Tali ricerche non solo contribuiranno a rendere più sicuri tali componenti di rete, ma porteranno all'intuizione, successivamente dimostrata, che i due modelli commercializzati a prezzi diversi, come modem (HOME) e come router (PRO) sono basati sulla medesima tecnologia, e che è possibile seguendo una procedura basata su comandi e menù non documentati dall'azienda costruttrice attivare anche sul modello di fascia bassa le medesime funzionalità dell'altro apparato. Tale procedura è stata resa di pubblico dominio.
Co-autore del libro Spaghetti hacker, assieme ad Andrea Monti, è stato CEO di Quantum Leap s.r.l.